# Синклер, Хью
Сэр Хью Фрэнсис Пейджет Синклер KCB (англ. Hugh Francis Paget Sinclair), также известный как Квекс Синклер (англ. Quex Sinclair; 18 августа 1873 — 4 ноября 1939) — адмирал Королевских военно-морских сил Великобритании, в 1919—1921 годах начальник Управления военно-морской разведки Великобритании, в 1923—1939 годах генеральный директор (начальник) Секретной разведывательной службы Великобритании (также известной как MI6).

## Карьера
Окончил Стаббингтонскую подготовительную школу, в рядах КВМС с 1886 года. В годы Первой мировой войны служил в Управлении военно-морской разведки Великобритании. В феврале 1919 года возглавил Управление, а в 1921 году стал командиром подводным флотом Великобритании в звании контр-адмирала. В 1923 году возглавил Секретную разведывательную службу, звание вице-адмирала получил 3 марта 1926 года, а 15 марта 1930 года произведён в адмиралы.
За время своей работы Синклер пытался добиться поглощения контрразведывательной службы MI5 Секретной разведывательной службой, чтобы свести к нулю влияние коммунистов в стране и пресечь попытки революции, но в 1925 году от этой идеи отказались. В межвоенные годы Секретная разведывательная служба не финансировалась и не расширялась, а в 1936 году Синклер узнал о крупном провале британской разведки и прикрытии её резидентуры в Германии усилиями гестапо, вследствие чего Клод Дэнси, резидент MI6 в Риме, создал собственную разведслужбу Z, работавшую независимо от Секретной разведывательной службы. В 1938 году Синклер основал отделение «D» в SIS, которое должно было заниматься саботажем. Весной 1938 года он выкупил за собственную сумму в 6 тысяч фунтов стерлингов Блетчли-парк, где в годы Второй мировой войны находилась Правительственная школа кодов и шифров, предшественник Центра правительственной связи.
В декабре 1938 года Синклер получил распоряжение от председателя Палаты лордов лорда Галифакса, премьер-министра Невилла Чемберлена и министра иностранных дел подготовить досье на Адольфа Гитлера. Помощник заместителя министра иностранных дел сэр Джордж Маунси раскритиковал досье Синклера, заявив, что добытая информация не коррелирует с британской политикой умиротворения. Сам Синклер отмечал в досье такие характеристики фюрера, как «фанатизм, мистицизм, безжалостность, хитрость, тщеславие, перепады настроения от возвышения до депрессии, приступы горькой и самовольной обиды; то, что можно назвать полосой безумия; при этом большое упорство в стремлении к цели, которое часто сочетается с необычайной ясностью видения».
В последние годы жизни у Синклера был обнаружен рак. 19 октября 1939 года Александр Кадоган отметил в дневнике, что Синклер «начал угасать». 29 октября Синклеру была сделана операция, но он не перенёс её последствий и скончался 4 ноября в возрасте 66 лет. Через пять суток после кончины Синклера прогремел инцидент в Венло, когда в плен к немцам попали сразу два агента MI6.